# Алатаево (Томская область)
Алата́ево — село в Парабельском районе Томской области России. Входит в состав Нарымского сельского поселения. Население 25 чел. (2021) .

## География
Находится в центральной части региона, в болотистой местности, у р. Копыловская Кеть, вблизи протоки Чиряевская, впадающей в Обь.
уличная сеть
ул. Береговая, ул. Нарымская, ул. Озерная, ул. Советская
Климат
Находится на территории, приравненной к районам Крайнего Севера.

## История
В соответствии с Законом Томской области от 15 октября 2004 года № 225-ОЗ село вошло в состав образованного муниципального образования Нарымское сельское поселение.

## Население
| 1939 | 1952 | 1959 | 1970 | 1977 | 1979 | 1989 | 2002 | 2010 | 2012 | 2013 |
| ---- | ---- | ---- | ---- | ---- | ---- | ---- | ---- | ---- | ---- | ---- |
| 470  | ↘463 | ↘404 | ↘324 | ↘290 | ↘265 | ↘227 | ↘110 | ↘50  | ↘48  | ↘45  |
| 2014 | 2015 | 2021 |      |      |      |      |      |      |      |      |
| →45  | ↗47  | ↘25  |      |      |      |      |      |      |      |      |

Национальный состав
Согласно результатам переписи 2002 года, в национальной структуре населения русские составляли 90 % от общей численности населения в 110 чел..

## Инфраструктура
Речная пристань, вблизи села нефтедобыча. В 2010-х строилась ветросолнечная электростанция.

## Транспорт
Связь с населённым пунктом осуществляется по реке и по просёлочной дороге (зимник).